# Anastelgis barvae
Anastelgis barvae är en stekelart som beskrevs av Gauld, Ugalde och Paul E. Hanson 1998. Anastelgis barvae ingår i släktet Anastelgis och familjen brokparasitsteklar. Inga underarter finns listade i Catalogue of Life.